# Polypedates insularis
Polypedates insularis é uma espécie de anfíbio da família Rhacophoridae.
É endémica de Índia.
Os seus habitats naturais são: florestas subtropicais ou tropicais húmidas de baixa altitude e marismas intermitentes de água doce.
Está ameaçada por perda de habitat.